# Kazimiera Zawistowicz

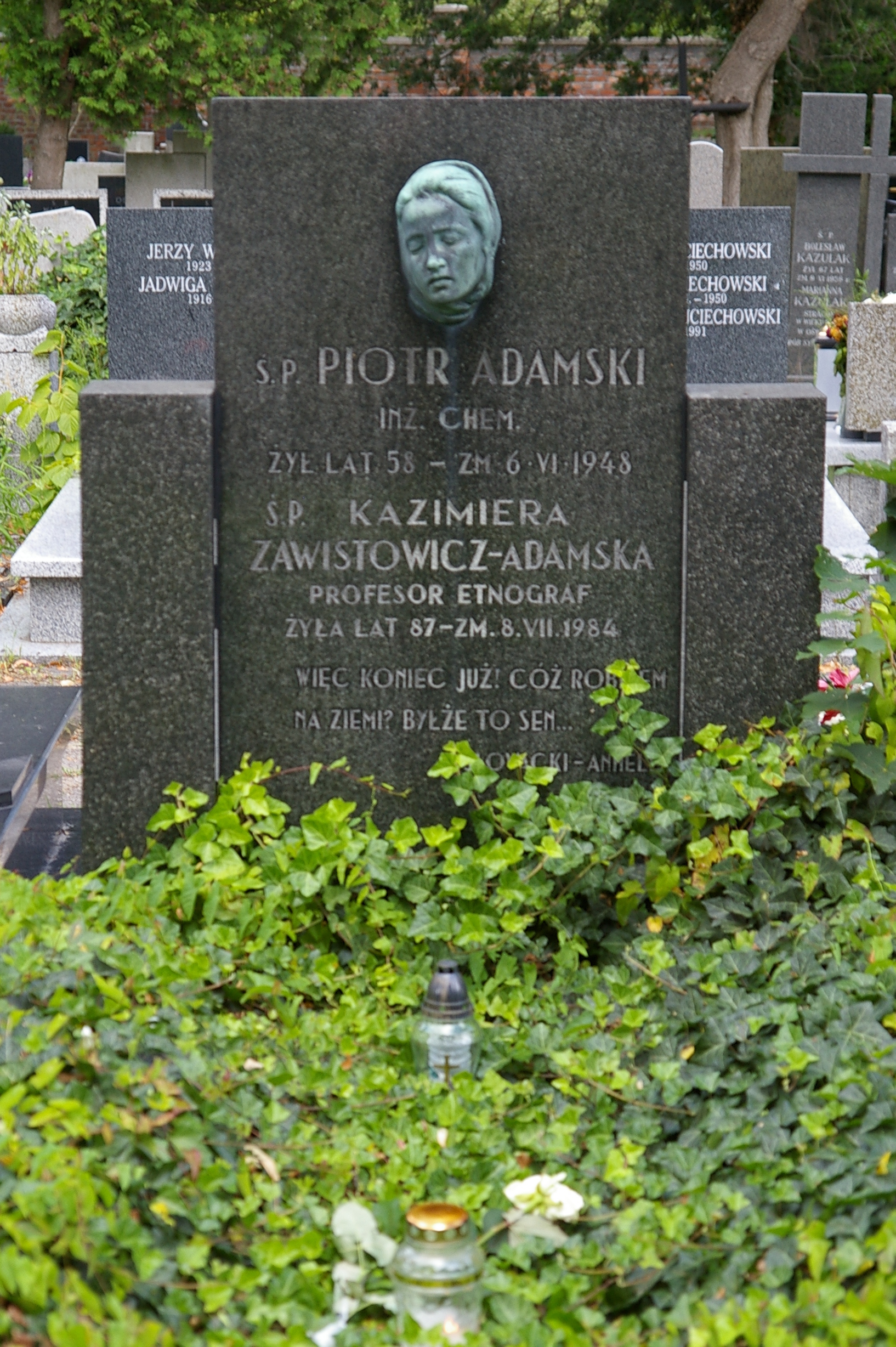
Nagrobek Kazimiery Zawistowicz-Adamskiej na Starym Cmentarzu w Łodzi

Kazimiera Zawistowicz-Adamska primo voto Zawistowicz-Kintopferowa (ur. 17 marca 1897 w Haniebnie na Ukrainie, zm. 8 lipca 1984 w Łodzi) – etnograf, profesor Uniwersytetu Łódzkiego i Polskiej Akademii Nauk, twórczyni łódzkiego ośrodka etnograficznego. prezes Oddziału Polskiego Towarzystwa Ludoznawczego w Łodzi (1950-1968) oraz prezes Polskiego Towarzystwa Ludoznawczego (1967–1976).

## Dzieciństwo i młodość
Urodziła się jako córka lekarza Augusta Kazimierza Zawistowicza i Franciszki z d. Olesza. Po śmierci ojca wychowywała się wraz z rodzeństwem – starszym bratem Tadeuszem i młodszymi siostrami Jadwigą i Janiną – pod wyłączną opieką matki. Dzieciństwo i lata szkolne spędziła w Pińsku na Polesiu, gdzie matka prowadziła księgarnię, dającą utrzymanie całej rodzinie. Dom rodziny Zawistowiczów był typowym domem inteligencji kresowej, wywodzącej się ze zubożałej szlachty, kultywującej tradycje patriotyczne (pradziad Kazimiery ze strony ojca po powstaniu listopadowym stracił cały majątek i zmarł na zesłaniu). W 1916 ukończyła gimnazjum w Pińsku, równocześnie biorąc czynny udział w tajnym nauczaniu, gdy zaś w czasie I wojny światowej zorganizowano w Pińsku polską szkołę, została w niej – mimo młodego wieku – nauczycielką języka polskiego.

## Studia oraz dorobek naukowy
W 1920 rozpoczęła studia w Szkole Dziennikarsko-Publicystycznej Wolnej Wszechnicy Polskiej w Warszawie. Za namową wykładowcy Ludwika Krzywickiego rozpoczęła studia antropologiczne na Uniwersytecie Warszawskim. W latach 1923–29 studiowała pod kierunkami Stanisława Poniatowskiego etnografię z etnologią, u Stanisława Czarnowskiego socjologię i religioznawstwo, u Włodzimierza Antoniewicza archeologię, u Ludwika Krzywickiego historię kultury, u Kazimierza Stołyhwo antropologię.
W 1929 uzyskała doktorat na Wydziale Filozoficznym Uniwersytetu Jagiellońskiego w zakresie etnografii z etnologią u Jana Stanisława Bystronia na podstawie pracy Zawarcie małżeństwa przez kupno w polskich obrzędach weselnych.
Podczas studiów i pierwszych lat pracy wiele podróżowała, zapoznając się z ośrodkami naukowymi i kulturą krajów skandynawskich i nadbałtyckich. W latach 1930–32 przebywała na stypendium Funduszu Kultury Narodowej, kontynuując studia we Francji i Finlandii; studiowała w Ecole Pratique des Hautes Etudes pod kierunkiem Marcela Maussa oraz w Instytucie Etnologii Sorbony. W 1932 prowadziła studia etnologiczno-archeologiczne na temat kulturowych powiązań słowiańsko-fińskich. Po powrocie do kraju, nie mogąc znaleźć pracy w instytucjach naukowych, podjęła się pracy kulturalno-oświatowej – prowadziła wykłady w Polskim Radiu, pracowała w redakcji „Wiedzy i Życia”, gdzie w 1933 założyła archiwum materiałów ludoznawczych nadsyłanych przez korespondentów. W tym czasie przygotowała rozprawę habilitacyjną; niestety rękopis spłonął podczas powstania warszawskiego.
W 1937 rozpoczęła pracę w Instytucie Gospodarstwa Społecznego, prowadząc badania nad emigracją zarobkową we wsi Zaborów (pow. brzeski). Lata wojny spędziła w Warszawie, wykładała na tajnych kompletach, jednocześnie (pod pseudonimami) kierowała pracą Komisji Legalizacyjnej „Park” przy Komendzie Głównej AK (sporządzała fałszywe dowody osobiste i inne legitymacje).
W marcu 1945 przyjechała do Łodzi, aby na tworzącym się uniwersytecie zorganizować od podstaw Katedrę Etnografii. Pełniła w niej funkcję kierownika; w 1955 otrzymała tytuł profesora nadzwyczajnego, a w 1962 profesora zwyczajnego. W 1967 przeszła na emeryturę.
Dominującą rolę w jej dociekaniach odegrały badania społeczności wiejskiej oraz rozważania nad istotą współżycia i współdziałania społecznego. Interesowała ją również problematyka regionalizacji kulturowej i modernizacji kultury (zmiany kulturowe), folklor i zagadnienia muzealnictwa etnograficznego, a także historia etnografii polskiej.

## Życie prywatne
W czasie I wojny światowej poślubiła działacza niepodległościowego Henryka Kintopfa (później wieloletniego pracownika polskich dyplomatycznych przedstawicielstw wojskowych; zginął w obozie koncentracyjnym w Oświęcimiu). Ich córka zmarła w dzieciństwie. Po unieważnieniu małżeństwa w latach 30. Kazimiera Zawistowicz powróciła do nazwiska rodowego. W 1947 r. zawarła związek małżeński z inżynierem chemikiem Piotrem Adamskim (zm. 1948).
Zmarła 8 lipca 1984 w Łodzi i tam została pochowana na Starym Cmentarzu Katolickim.

## Wybrane publikacje
- Zawarcie małżeństwa przez kupno w polskich obrzędach weselnych, Prace Komisji Etnograficznej PAU 10, Kraków 1929.
- Problem kultury ludowej w badaniach nad środowiskiem, 1938.
- Społeczność wiejska, Łódź 1948, wyd. 2 – 1958.
- Praca habilitacyjna, UJ: Pomoc wzajemna i współdziałanie w kulturach ludowych, Prace i Materiały Etnograficzne 8/9, 1950/1951.
- Wincenty Pol. Badacz kultury ludowej, Warszawa 1966.
- Systemy krewniacze na Słowiańszczyźnie w ich historyczno-społecznym uwarunkowaniu, Wrocław 1971.
- Socio-economic cooperation in local communities of the Polish village, Acta UL 1982.